# Sporting Clube da Praia Cruz
Pour les articles homonymes, voir Sporting.
Maillots
Le Sporting Club da Praia Cruz est un club de football santoméen basé à São Tomé (île de São Tomé).

## Palmarès
- Championnat de Sao Tomé-et-Principe :
  - Champion (8) : 1982, 1985, 1994, 1999, 2007, 2013, 2015, 2016

- Championnat de São Tomé :
  - Champion (9) : 1982, 1985, 1994, 1999, 2007, 2012, 2013, 2015, 2016

- Coupe de Sao Tomé-et-Principe :
  - Vainqueur (6) : 1982, 1993, 1994, 1998, 2000, 2015
  - Finaliste (1) : 1989